# Выр (село)
Выр (укр. Вир) — село в Репкинском районе Черниговской области Украины. Население 2 человека. Занимает площадь 0,33 км².
Код КОАТУУ: 7424483303. Почтовый индекс: 15014. Телефонный код: +380 4641.

## Власть
Орган местного самоуправления — Клубовский сельский совет. Почтовый адрес: 15014, Черниговская обл., Репкинский р-н, с. Клубовка, ул. Новая, 2а. Тел.: +380 (4641) 4-11-23; факс: 4-11-23.